# Her Loss
Her Loss é um álbum de estúdio colaborativo entre o rapper canadense Drake e o rapper 21 Savage. Seu lançamento ocorreu em 4 de novembro de 2022, através da OVO Sound e da Republic Records. O projeto conta apenas com a participação especial do rapper Travis Scott. Este é o terceiro álbum da trilogia que segue os lançamentos de Certified Lover Boy e Honestly, Nevermind.
Embora tenha recebido críticas de maioria mista, Her Loss teve um bom desempenho comercial nos Estados Unidos, Canadá e em outros países, tendo atingido o topo das paradas musicais de álbuns dos dois primeiros.

## Antecedentes
Her Loss foi lançado após as colaborações prévias da dupla em "Sneakin'" (2016), "Issa" (2017), "Mr. Right Now" (2020) e "Knife Talk" (2021). Em 17 de junho de 2022, Drake lançou a música "Jimmy Cooks" com 21 Savage como a canção final de seu sétimo álbum de estúdio, Honestly, Nevermind. Após o lançamento, a música garantiu o melhor desempenho comercial do projeto e estreou em primeiro lugar na Billboard Hot 100, apesar de não ter sido veiculada nas rádios como single até a data de11 de outubro. Em 19 de outubro, Drake fez uma aparição surpresa em um concerto de do 21 Savage, em Atlanta, nos Estados Unidos.
Em 21 de outubro, Drake anunciou que o videoclipe de "Jimmy Cooks" seria lançado um dia depois do aniversário de 30 anos de 21 Savage; o vídeo foi lançado no mesmo dia. O clipe foi brevemente interrompidos na minutagem de 1min25s, com texto em letras tipográficas expondo os dizeres "Her Loss - album by Drake and 21 Savage - October 28, 2022". Seguidamente, o álbum foi confirmado pela OVO Sound e pela Republic Records em suas redes sociais. Em 26 de outubro, Drake anunciou que o álbum havia sido adiado para 4 de novembro de 2022, após o produtor musical 40 ter contráido COVID-19 durante o processo de mixagem e masterização de áudio. A lista de faixas foi revelada em 3 de novembro. Em 26 de novembro de 2022, Drake revelou que o álbum fazia parte de uma trilogia de álbuns, seguindo os lançamentos de Certified Lover Boy e Honestly, Nevermind.

## Capa
A capa contém uma foto da dançarina e modelo Quiana "Qui" Yasuka, conhecida comumente como Suki Baby. A arte foi publicada no perfil oficial do Instagram dos artistas, em 2 de novembro de 2022. A fotografia, registrada há três anos, foi tirada por Paris Aden e descoberta por Lil Yachty, que a propôs como a capa oficial do disco.

## Promoção
Em 1º de novembro de 2022, Drake e 21 Savage iniciaram uma falsa campanha de divulgação para a imprensa para o álbum, utilizando-se de meios comuns de promoção da música, incluindo aparições montadas em capas de revistas. A estratégia incluía uma capa falsa da Vogue, distribuída nas ruas, que continha fotos editadas de Hailey Bieber e Jennifer Lawrence com tatuagens no rosto inspiradas nas do rapper 21 Savage. Outras paródias incluíam um anúncio falso da Cartier, um anúncio falso do Tiny Desk Concert e uma entrevista em deepfake no The Howard Stern Show. Eles também imitaram performances ao vivo na televisão, com uma apresentação falsa de "On BS" no Saturday Night Live (com participação especial de Michael B. Jordan) e "Privileged Rappers", em um estúdio banhado a ouro que simulava o ColorsxStudios.
Em 11 de novembro de 2022, a faixa "Circo Loco" foi enviada às rádios italianas contemporâneas, servindo como o primeiro single oficial do álbum.

## Recepção

### Crítica
| Críticas profissionais | Críticas profissionais |
| Pontuações agregadas   | Pontuações agregadas   |
| Fonte                  | Avaliação              |
| ---------------------- | ---------------------- |
| Metacritic             | 62/100                 |
| Avaliações da crítica  |                        |
| Fonte                  | Avaliação              |
| Allmusic               | [ 22 ]                 |
| Clash                  | 6/10                   |
| Exclaim!               | 8/10                   |
| HipHopDX               | 3.2/5                  |
| NME                    | [ 26 ]                 |
| Paste                  | 6.5/10                 |
| Pitchfork              | 6.4/10                 |
| Slant Magazine         | [ 29 ]                 |

Her Loss recebeu, em sua maioria, críticas mistas. No Metacritic, o álbum possui 62 pontos de um total de 100, que indicam avaliações favoráveis.
Vernon Ayikuk, da revista Exclaim!, aclamou o álbum: "Embora Her Loss não tenha sucessos imediatos nas ruas ou na Billboard, é a soma que o torna o melhor disco de Drake nesta década. Desde as promoções cômicas falsas durante seu lançamento até as frases memoráveis e versos agressivos ou os memes TikTok que gerará nos próximos meses, Her Loss tem muita carne em seus ossos". Marcus Shorter, da Consequence elogiou o álbum, dizendo: "Her Loss nem sempre é um álbum profundo, mas isso não o torna menos profundo. Às vezes, um rap excelente sobre batidas muito legais misturadas com um toque de introspecção ajuda muito." Alex Swhear, da Variety, afirmou: "Embora não seja isento de erros, Her Loss deixa a impressão inabalável de que Drake, em 2022, está fazendo o que o inspira".
Escrevendo para a Pitchfork, Paul A. Thompson declarou: "Há momentos de escrita ponderada e explosões de Drake; no meio, o disco se torna inerte, fazendo com que os pedaços de misantropia autoconsciente pareçam tensos". Para a Paste, Josh Svetz afirmou: "Os melhores momentos vêm quando a dupla encontra um equilíbrio e Drake recorre à sua habilidade de rimar... Infelizmente, não há o suficiente disso em todo o projeto, tornando Her Loss outro discodescartável de Drake que desaparecerá em algumas semanas". Em uma crítica negativa, Mosi Reeves, da Rolling Stone afirmou: "À medida que Her Loss abandona a forma de conversa fiada de 21 [Savage] como algo lúdico, seu tom verte para a petulância tóxica de Drake..."

### Comercial
Her Loss estreou em primeiro lugar na Billboard 200 dos Estados Unidos com 404.000 cópias, das quais 12.000 eram puras, substituindo Midnights (2022), de Taylor Swift, do primeiro lugar. Em sua semana de contagem, o álbum angariou 513,56 milhões de reproduções em plataformas de streaming. O álbum é o décimo segundo de Drake e o terceiro álbum número um de 21 Savage nos Estados Unidos. Todas as 16 faixas estrearam na Billboard Hot 00, com oito delas aparecendo no top 10. Na semana seguinte, Her Loss caiu para a segunda posição da parada musical.

## Lista de faixas
| N.º            | Título                                         | Compositor(es) | Produtor(es) | Duração |  |
| 1.             | "Rich Flex"                                    | Aubrey Graham, Shéyaa Abraham-Joseph, Anderson Hernandez, Brytavious Chambers, Michael Mulé, Isaac De Boni, Jahmal Gwin, Megan Pete, Anthony White, Bobby Session Jr., Clifford Harris Jr., Aldrin Davis, Gladys Hayes, Charles Bernstein | Vinylz, Tay Keith, FnZ[a], BoogzDaBeast[a]                                                                            | 3:59    |  |
| 2.             | "Major Distribution"                           | Graham, Abraham-Joseph, Miles McCollum, Edgar Ferrera, Elijah Fox-Peck, Kaushik Barua, Tyshane Thompson | SkipOnDaBeat, Elijah Fox, Kid Masterpiece                                                                             | 2:50    |  |
| 3.             | "On BS"                                        | Graham, Abraham-Joseph, Ozan Yildirim, Elias Sticken, Simon Gebrelul | Oz, Elyas[a] | 4:21    |  |
| 4.             | "BackOutsideBoyz" (performada por Drake)       | Graham, Rio Leyva, Dylan Cleary-Krell, Danny Snodgrass Jr., McCollum | Leyva, Dez Wright, Taz Taylor, Lil Yachty                                                                             | 2:32    |  |
| 5.             | "Privileged Rappers"                           | Graham, Abraham-Joseph, Isaac Bynum, Gentuar Memishi, McCollum, Noah Shebib, Ronald Isley, O'Kelly Isley Jr., Rudolph Isley, Ernie Isley, Marvin Isley, Chris Jasper                                                                      | Earl on the Beat, Memishi, Lil Yachty, 40[b]                                                                          | 2:40    |  |
| 6.             | "Spin Bout U"                                  | Graham, Abraham-Joseph, Marquell Jones, Jason Hernandez, Shebib, Tenaia Sanders, Dwayne Armstrong | Banbwoi, FortyOneSix, 40[b]                                                                                           | 3:34    |  |
| 7.             | "Hours in Silence"                             | Graham, Abraham-Joseph, Nyan Lieberthal, Cole McEvoy-Morie, Shebib, Noel Cadastre, Ashanti Guerrero, Paul Beauregard | Lieberthal, Mcevoy, 40[a], Cadastre[a], Daniel East[a]                                                                | 6:39    |  |
| 8.             | "Treacherous Twins"                            | Grahamm Abraham-Joseph, Cadastrem Yildirim, Matthew Samuels | Cadastre, Oz, Boi-1da[b]                                                                                              | 3:00    |  |
| 9.             | "Circo Loco"                                   | Graham, Abraham-Joseph, Samuels, Chambers, Shebib, McCollum, Thomas Bangalter, Guy-Manuel de Homem-Christo, Anthony Moore | Boi-1da, Tay Keith, 40[b]                                                                                             | 3:56    |  |
| 10.            | "Pussy & Millions" (com part. de Travis Scott) | Graham, Abraham-Joseph, Jacques Webster II, Darryl McCorkell, Kevin Price, Julius Rivera III, Timothy McKibbins, McCollum, Irvin Whitlow, Josiah Muhammad, Morris Jones                                                                   | Cheeze Beatz, Go Grizzly, Squat Beats, B100, Lil Yachty                                                               | 4:02    |  |
| 11.            | "Broke Boys"                                   | Graham | Wheezy, Tay Keith, Crowder, KrishnaMusic, Jack Uriah[a], Audio Anthem[a]                                              | 3:45    |  |
| 12.            | "Middle of the Ocean" (performada por Drake)   | Graham, Yildirim, Nik Frascona, Cadastre, Tim Friedrich, Louis Leibfried, Cameron Giles, Joseph Jones II, LaRon James, Darryl Pittman, Kenneth Gamble, Leon Huff                                                                          | Oz, Nik D[a], Cadastre[a], Sucuki[a], LOOF[b]                                                                         | 5:56    |  |
| 13.            | "Jumbotron Shit Poppin" (performada por Drake) | Graham, Richard Ortiz, Kevin Gomringer, Tim Gomringer, McCollum, Jordan Ortiz, Jeremiah Raisen, Shebib, Simon Gaudes, Daniele Gagliardi, Dilara Sincer                                                                                    | F1lthy]], Cubeatz[a], Lil Yachty[a], Oogie Mane[a], Sad Pony[a], 40[b], Klimperboy[b], DannoProductionz[b], Sincer[b] | 2:17    |  |
| 14.            | "More M's"                                     | Graham, Abraham-Joseph | Metro Boomin, Kyson, David x Eli[a]                                                                                   | 3:41    |  |
| 15.            | "3AM on Glenwood" (performada por 21 Savage)   | Abraham-Joseph, Yildirim, Peter Iskander, Shebib | Oz, Iskander[a], 40[a]                                                                                                | 2:58    |  |
| 16.            | "I Guess It's Fuck Me" (performada por Drake)  | Graham, Shiv Barot, Patrick Rosario, Douglas Ford | The Loud Pack | 4:23    |  |
| Duração total: | Duração total:                                 | Duração total: | Duração total: | 60:33   |  |

## Créditos
Músicos
- Drake – vocais (faixas 1–14, 16)
- 21 Savage – vocais (1–3, 5–11, 14, 15)
- Travis Scott – vocais (10)
- Birdman – vocais adicionais (1, 12)
- Young Nudy – vocais adicionais (1)
- Tay Keith – baterias (1, 9)
- Vinylz – baterias (1, 9)
- Elijah Fox – vocais adicionais (2)
- Big Bank – vocais adicionais (3)
- Lil Yachty – vocais adicionais (4), vocais de apoio (13)
- Noah Shebib – teclados adicionais (5)
- Noel Cadastre – baterias, teclados (8)
- Oz – baterias (8)
- Dougie F – vocais de apoio (16)

Equipe técnica
- Chris Athens – [masterização de áudio]]
- Dave Huffman – masterização (1–8), assistência de masterização (9–16)
- Noah Shebib – mixagem (todas)
- Noel Cadastre – mixagem (1–13, 15, 16), gravação (1–7, 10–16), assistência de mixagem (14)
- Metro Boomin – mixagem (14)
- Ethan Stevens – mixagem (14), gravação (10)
- Les Bateman – engenharia de áudio
- Isaiah Brown – gravação (1–3, 5–7, 11, 14, 15)
- Harley Arsenault – assistência de mixagem (1–13, 15, 16)
- Greg Moffet – assistência de mixagem (1, 9–16)

## Desempenho nas tabelas musicais

### Tabelas semanais
| Tabela musical (2022)               | Melhor posição |
| ----------------------------------- | -------------- |
| Austrália (ARIA)                    | 1              |
| Canadá (Billboard)                  | 1              |
| Dinamarca (Hitlisten)               | 1              |
| Islândia (Plötutíðindi)             | 1              |
| Lituânia (AGATA)                    | 1              |
| Noruega (VG-lista)                  | 1              |
| Suíça (Schweizer Hitparade)         | 1              |
| Reino Unido (OCC)                   | 1              |
| Estados Unidos (Billboard 200)      | 1              |
| Estados Unidos (R&B/Hip-Hop Albums) | 1              |
| Austrália (ARIA Albums)             | 2              |
| Áustria (Ö3 Austria)                | 2              |
| Países Baixos (Album Top 100)       | 2              |
| Irlanda (OCC)                       | 2              |
| Nova Zelândia (RMNZ)                | 2              |
| Suécia (Sverigetopplistan)          | 2              |
| Itália (FIMI)                       | 3              |
| Bélgica (Ultratop Flandres)         | 4              |
| Finlândia (Suomen virallinen lista) | 4              |
| Reino Unido (OCC)                   | 4              |
| Chéquia (ČNS IFPI)                  | 5              |
| Bélgica (Ultratop Valônia)          | 6              |
| Alemanha (Offizielle Top 100)       | 6              |
| Níger (TurnTable)                   | 6              |
| Espanha (PROMUSICAE)                | 6              |
| França (SNEP)                       | 10             |

## Certificações
| Região               | Certificação | Unidades/vendas |
| -------------------- | ------------ | --------------- |
| Dinamarca (IFPI)     | Ouro         | 10 000‡         |
| Nova Zelândia (RMNZ) | Platina      | 7 500‡          |
| Reino Unido (BPI)    | Ouro         | 100 000‡        |

## Histórico de lançamento
| Região | Data                  | Gravadora(s) | Formato(s)                  | Ref.   |
| ------ | --------------------- | ------------ | --------------------------- | ------ |
| Mundo  | 4 de novembro de 2022 | OVO Republic | Download digital, streaming | [ 3 ]  |
| Mundo  | 17 de março de 2023   | OVO Republic | CD                          | [ 62 ] |